# Енаргіт

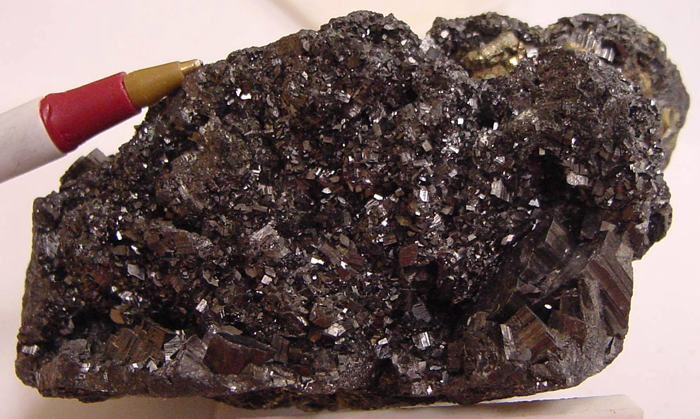
Енаргіт

Енаргіт (рос. энаргит; англ. enargite; нім. Enargit m) — мінерал, складний сульфід, арсениста сульфосіль міді координаційної будови.

## Етимологія та історія
Від давньогрецьк. εναργης — «явний», «очевидний» (Август Брайтгаупт, 1850).

## Загальний опис
Хімічна формула: Cu3AsS4.
Як правило, містить 46—48 % Cu, домішки Fe (до 2 %), Sb (до 6 %), іноді сліди Те і Ge.
Сингонія ромбічна; кристалічна структура похідна від вюртцитового типу. Поліморфна модифікація (тетрагональної сингонії з кристаліч. структурою, похідною від структури типу сфалериту) — люцоніт.
Е. утворює суцільну масу масивної дрібнозернистої структури, рідше — таблитчасті або призматичні подовжені кристали; хрестоподібні двійники, зірчасті трійники; епітаксичні зростки з халькопіритом, сфалеритом, тенантитом.
Колір сталево-сірий до залізо-чорного. Блиск металічний до тьмяного. Риса сірувато-чорна. Спайність довершена за призмою. Злам нерівний. Твердість за різними даними від 3 до 4,5. Густина 4,4—4,5. Крихкий. Слабкоелектропровідний.
Утворюється у середньо- і низькотемпературних гідротермальних умовах в асоціації з галенітом, халькопіритом, сфалеритом, тенантитом, халькозином, борнітом.
У гіпергенних умовах легко окиснюється з утворенням малахіту, азуриту, оксидів As.
Добувається як головний рудний мінерал міді на родовищах Цумеб (Намібія), Чукікамата (Чилі). Поширений на родов. Бор (Сербія), Б'ютт (Монтана, США), Сьєрро-де Паско (Перу), в Коунрадському родов. (Казахстан), Алмаликському (Узбекистан), Каджаранському (Вірменія) та ін.
Збагачується флотацією.